# Nomada bisignata
Nomada bisignata là một loài Hymenoptera trong họ Apidae. Loài này được Say mô tả khoa học năm 1824.